# Juma Al-Holi
Juma Al-Holi (ur. 2 września 1974) – emiracki piłkarz występujący podczas kariery na pozycji bramkarza.

## Kariera klubowa
Podczas piłkarskiej kariery Juma Al-Holi występował w Al-Shabab Dubaj i Baniyas SC. Z Al-Shabab zdobył Mistrzostwo Zjednoczonych Emiratów Arabskich w 1995, dwukrotnie Puchar Emira w 1994 i 1997 oraz Puchar Zatoki Perskiej w 1992.

## Kariera reprezentacyjna
Juma Al-Holi występował w reprezentacji ZEA w latach 1992-2004. W 1992 uczestniczył w Pucharze Azji. Na turnieju wystąpił w przegranym półfinale z Arabią Saudyjską.
W 1997 roku uczestniczył w eliminacjach do Mistrzostw Świata 1998 oraz w Pucharze Konfederacji. Na tej ostatniej imprezie był rezerwowym i nie wystąpił w żadnym meczu. W 2001 roku uczestniczył w eliminacjach do Mistrzostw Świata 2002.